# Tomomi Manako
Tomomi Manako (Japans: 眞子 智実, Manako Tomomi) (Saga, 16 september 1972) is een Japans motorcoureur.
Manako eindigde in 1994 als zevende in de 125cc-klasse van het All Japan Road Racing Championship. Dat jaar reed hij ook in Duitsland, Nederland en Italië in de 125cc-klasse van het wereldkampioenschap wegrace op een Honda als vervanger van Tomoko Igata. In Duitsland behaalde hij meteen zijn eerste podiumplaats. In 1995 stapte hij fulltime over naar dit kampioenschap en stond in de eerste race in Australië en de laatste race in Europa op het podium, waardoor hij met een achtste plaats in het kampioenschap de beste rookie werd. In 1996 stond hij op het podium in Frankrijk, Groot-Brittannië alvorens hij in Catalonië zijn eerste Grand Prix-zege behaalde. Hierdoor eindigde hij achter Haruchika Aoki en Masaki Tokudome als derde in het kampioenschap. In 1997 won hij geen races, maar behaalde wel podiumplaatsen in Oostenrijk, Frankrijk, Nederland, Imola, Tsjechië en Australië en eindigde hierdoor achter Valentino Rossi en Noboru Ueda opnieuw als derde in het kampioenschap. In 1998 beleefde hij zijn beste seizoen en eindigde in alle 10 van de 14 races die hij finishte het podium, met overwinningen in Italië, Duitsland, Imola, Catalonië en Argentinië. Uiteindelijk eindigde hij met twaalf punten achterstand op Kazuto Sakata als tweede in het kampioenschap. In 1999 stapte hij over naar de 250cc-klasse op een Yamaha, maar had in dit kampioenschap meer moeite en eindigde slechts als vijftiende in het kampioenschap. In 2000 keerde hij terug naar Japan om voor Kawasaki te rijden. Na dit seizoen stopte hij met racen, maar bleef wel testrijder voor Kawasaki.